# 어우양나나
어우양나나(歐陽娜娜, 2000년 6월 15일 ~ )는 중화민국의 첼로연주자, 배우이다. 아버지는 시의원 어우양룽, 어머니는 배우 푸쥐안이다.
커티스 음악원을 다니다 버클리 음악 대학에 편입하여 버클리 음악 대학에서 졸업하였다.
2017년 성룡이 제작한 영화 블리딩 스틸에 조연으로 출현했다.
2020년 포브스에서 선정한 중화권 유명인사들 100명 중 73위에 올랐다.